# Sender de la Baronia de Maldà

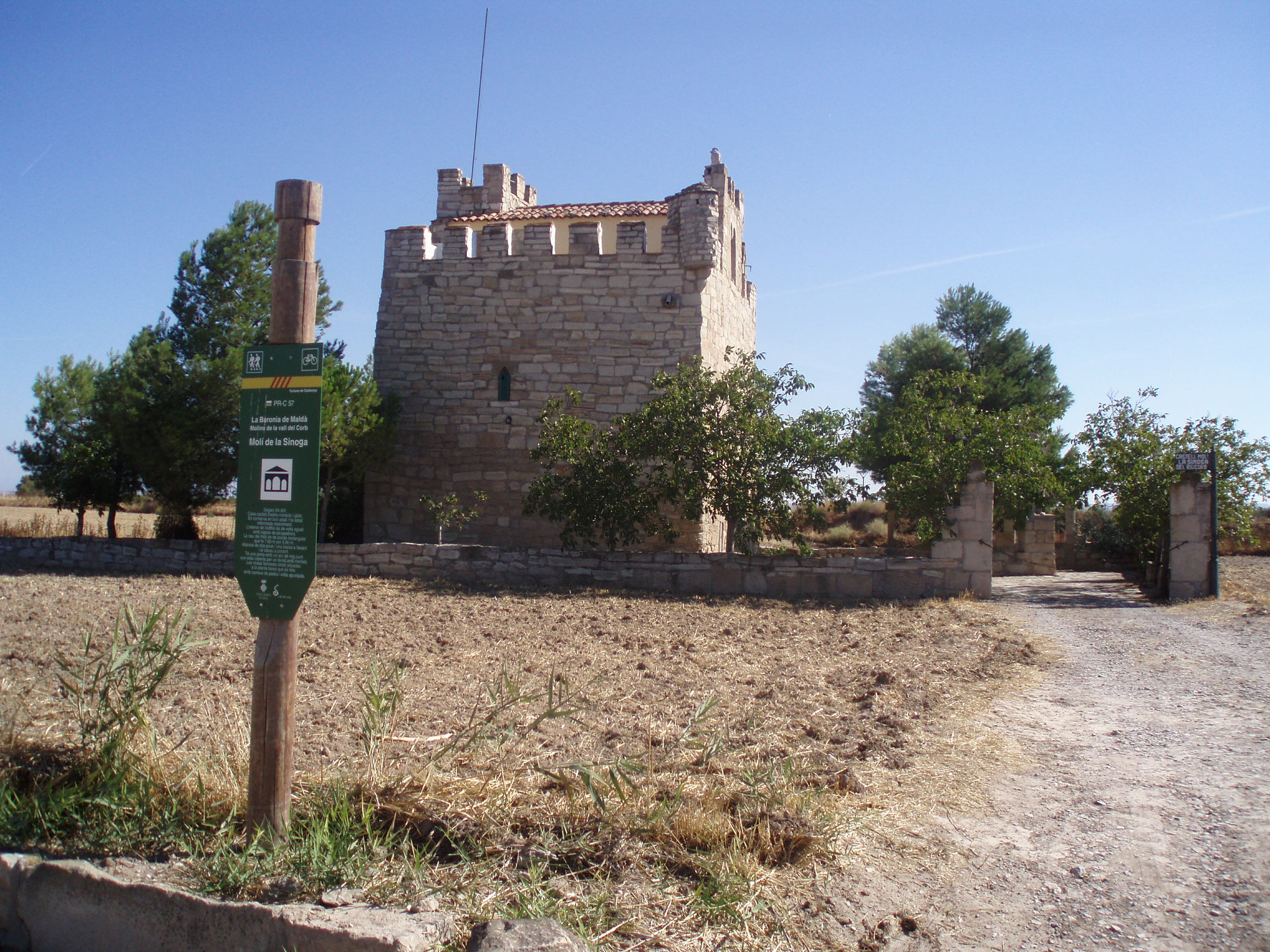
Vista del Molí de la Sinoga, un dels cinc molins feudals que es troben al llarg del recorregut.

El Sender de la Baronia de Maldà (PR-C 57) és un sender de petit recorregut de 15,250 km i de caràcter circular, adaptat per a excursions a peu i en bicicleta de muntanya. El sender discorre pels municipis de Sant Martí de Riucorb, Maldà i Belianes, passant pel Vilet, el camí de Llorenç, i Maldanell. El sender ofereix unes atractives vistes de la Vall del Corb, amb els seus camps d'olivera, d'ametllers i de vinya. En el recorregut hi ha cinc molins de farina de l'època feudal: el Molí del Fontova (s. XVIII), el Molí Rusquet (s. XIII-XIV), el Molí de la Torre (s. XII-XIII), el Molí de la Sinoga (s. XII-XIII) i el Molí de l'Horta (s. XIII).
El sender de la Baronia de Maldà és un sender de dificultat baixa, apte per a tots els públics.
El temps estimat per completar aquest itinerari és d'unes 4 hores per a les excursions a peu i d'una hora per a les excursions en bicicleta.

## Enllaços externs

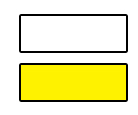
Marca de Sender de Petit Recorregut